# Bosquet du Théâtre d'Eau
Le bosquet du Théâtre d'Eau est un bosquet faisant partie des jardins du château de Versailles, un château français situé dans les Yvelines, en Île-de-France. Connu aussi sous le nom de bosquet du Rond-Vert, il fut l'un des bosquets préférés de Louis XIV. Fragile et avec un coût d'entretien élevé, il fut largement remanié et simplifié sous les règnes de Louis XV et Louis XVI devenant le bosquet du Rond-Vert. Ravagé par la tempête de 1999, il est alors fermé au public. Entre 2013 et 2014, le bosquet renaît sous son nom originel : le paysagiste Louis Benech et l’artiste Jean-Michel Othoniel ont été choisis pour remanier l'espace et y créer une œuvre originale contemporaine. 

## Localisation
Ce bosquet, carré de 180 mètres de côté, se situe dans la partie Nord du parc, à environ 200 mètres au nord-ouest du corps central du château. Il se trouve entre le bosquet de l'Étoile (à l'ouest, séparé par l'allée de l'Été), le bosquet des Trois-Fontaines (à l'est) et le bosquet des Bains d'Apollon (au sud, séparé par l'allée des Prés). 
À son angle sud-ouest, se trouve le bassin de Cérès, au croisement des allées de l'Été et des Près et à son angle sud-est, le rond-point des Philosophes.

## Histoire

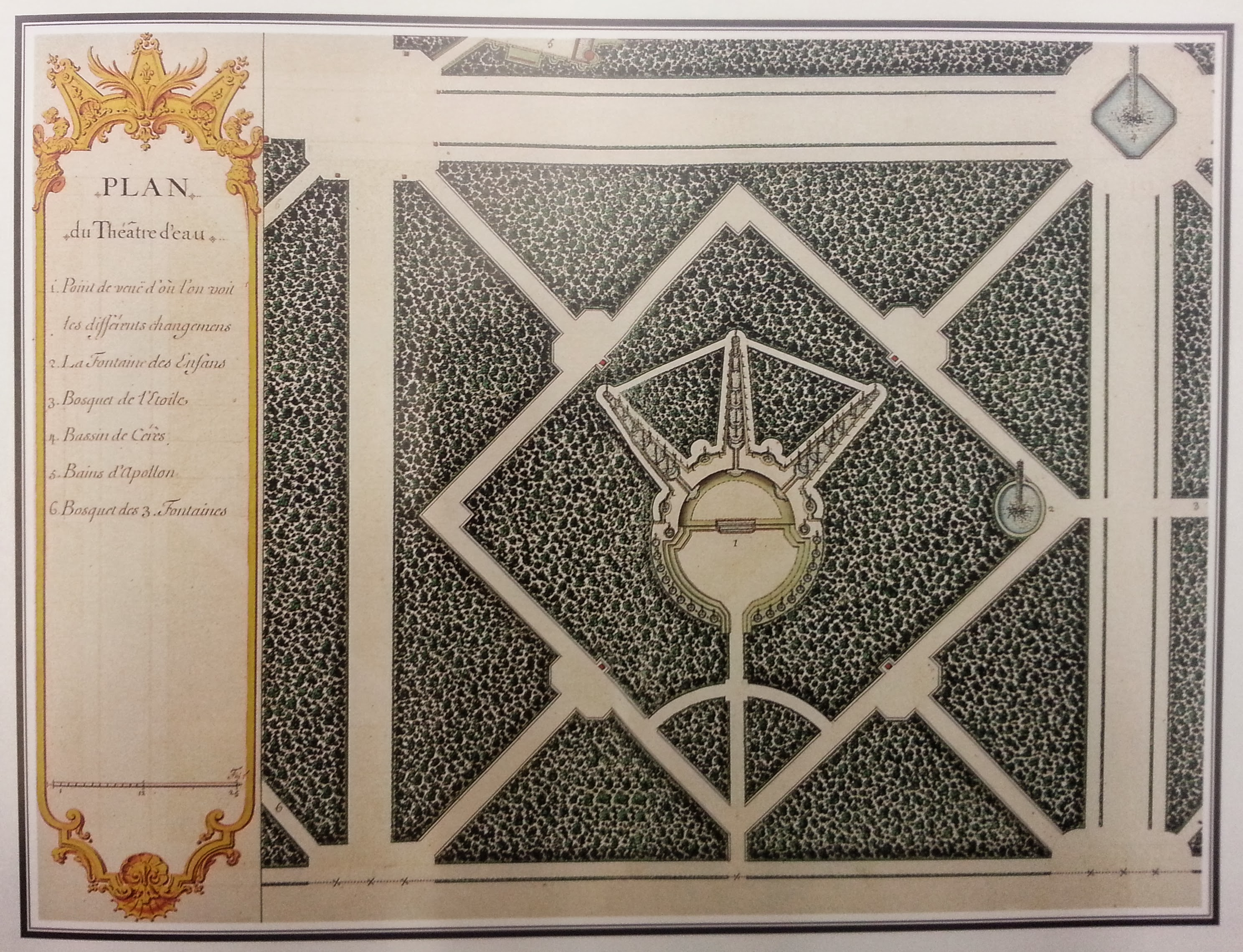
Plan du bosquet du Théâtre d'eau au temps de Louis XIV.

Ce bosquet du Théâtre d'Eau fut l'un des plus célèbres de Versailles, l'un de ceux dont Louis XIV tînt jusqu'à la fin de ses jours à le conserver, malgré son coût d'entretien astronomique. 
Il écrivit dans l'une des dernières versions de ses Manières de voir les jardins de Versailles: « on ira après Cérès pour aller au théâtre, on verra les changements, et considérera les jets des arcades ».
L'idée de ce jardin en reviendrait au roi lui-même, inspiré par le Teatro olimpico et sa patte d'oie, œuvre de Palladio à Vicence, dans le nord de l'Italie. Le bosquet est construit entre 1671 et 1674. Sur une conception de Le Nôtre, et à partir de dessins de Lebrun, c'est le décorateur et machiniste Vigarani qui coordonne le travail des fontainiers Claude Denis et Francine ainsi que des sculpteurs Gros, Tuby et Gaspard Marsy. 
Le centre du bosquet est occupé par une scène avec pour décor arrière des fontaines d'eau et avec devant des gradins engazonnés. 
Rocailles, meulières, coquillages, vases de faïence ou de tôle, sculptures de plomb doré, treillages et topiaires, s'y mêlent étroitement aux multiples effets d'innombrables jets d'eau. Ce foisonnement exubérant caractérise parfaitement la première partie du règne de Louis XIV, ainsi que l'apogée d'une conception baroque à laquelle Mansart finira par mettre fin, donnant naissance aux formules simples des jardins jusqu'à la naissance du jardin anglo-chinois au milieu du XVIIIe siècle. 
Ce bosquet glorieux est très dispendieux, non seulement en raison de la fragilité de ses décors composites, mais aussi par sa consommation en eau, denrée précieuse à Versailles, et toujours insuffisante. Une première modification est engagée par Jules Hardouin-Mansart en 1704.
Fortement endommagé, le bosquet est simplifié par Louis XV qui n'en conserve que le tracé. Louis XVI lui donne son dessin actuel sous le nom de bosquet du Rond Vert dans le cadre de la replantation complète du parc en 1774-1776.
Trois fontaines subsistent encore : deux sont à la National Gallery of Art de Washington, la troisième à Trianon.
Les frais d'entretiens cessent en 1760 et le monument se dégrade. En 1775, les statues du Théâtre d'Eau et le bestiaire des fables d'Ésope du labyrinthe sont détruits. Les statues d'enfants restent toutefois sur leur rocher. Elles sont restaurées en 1940 et en 1980 mais sans retrouver leur éclat d'antan. 
La tempête de 1999 ravage les plantations vieillissantes du bosquet. Celui-ci a alors servi de base logistique pour les travaux de restauration du bosquet des Trois-Fontaines situé non loin.
Aujourd'hui sans végétation, le bosquet du Rond Vert est fermé au public. L'emplacement est utilisé pour héberger l'été les équipes travaillant aux spectacles des Fêtes de Nuit. Ce bosquet attendait l'aide d'un mécénat pour pouvoir être restauré. 
Sous la présidence de Jean-Jacques Aillagon, l'Établissement public du château, du musée et du domaine national de Versailles lance un concours international pour sa réhabilitation. En mars 2013, le château de Versailles annonce que le projet d'un jardin contemporain original du paysagiste Louis Benech et du plasticien Jean-Michel Othoniel a été retenu. Ce projet est financé grâce au mécénat du photographe et naturaliste coréen Ahae et est organisé dans le cadre de l'année Le Nôtre qui célèbre les 400 ans de la naissance d'André Le Nôtre, le créateur des jardins de Versailles.
Jean-Michel Othoniel crée Les Belles Danses, une oeuvre composée d'arabesques de 1751 grosses perles en verre de Murano. Le nouveau bosquet a été inauguré en mai 2015 et a repris à cette occasion son nom initial de bosquet du Théâtre d'eau. 
D'un coût de 600 000 euros, financé à moitié par la fondation BNP Paribas, la campagne de restauration commence en 2016.

## Dernière composition du bosquet du Théâtre d'eau
Dans sa dernière composition (datant de Louis XVI), son tracé représentait une allée en  losange accessible par deux allées traversantes reliant chacun des angles opposés du bosquet, ainsi que par deux passages depuis le milieu des allées bordant le bosquet à l'est et à l'ouest. Dans ce losange, les deux allées traversantes amenaient au centre du bosquet de forme circulaire avec en son centre, une pelouse de même forme agrémentée de 4 statues qui sont aujourd'hui à l'intérieur du château. À l'est du bosquet, à une des pointes du losange, se trouvait le bassin de l'Île des Enfants qui est une sculpture en plomb de Hardy. Elle représente une île avec dessus six enfants nus jouant avec des fleurs, deux autres sculptures représentent chacune un enfant qui s'ébat dans l'eau. Aujourd'hui ce bassin est en attente d'une restauration.

## Composition du bosquet contemporain

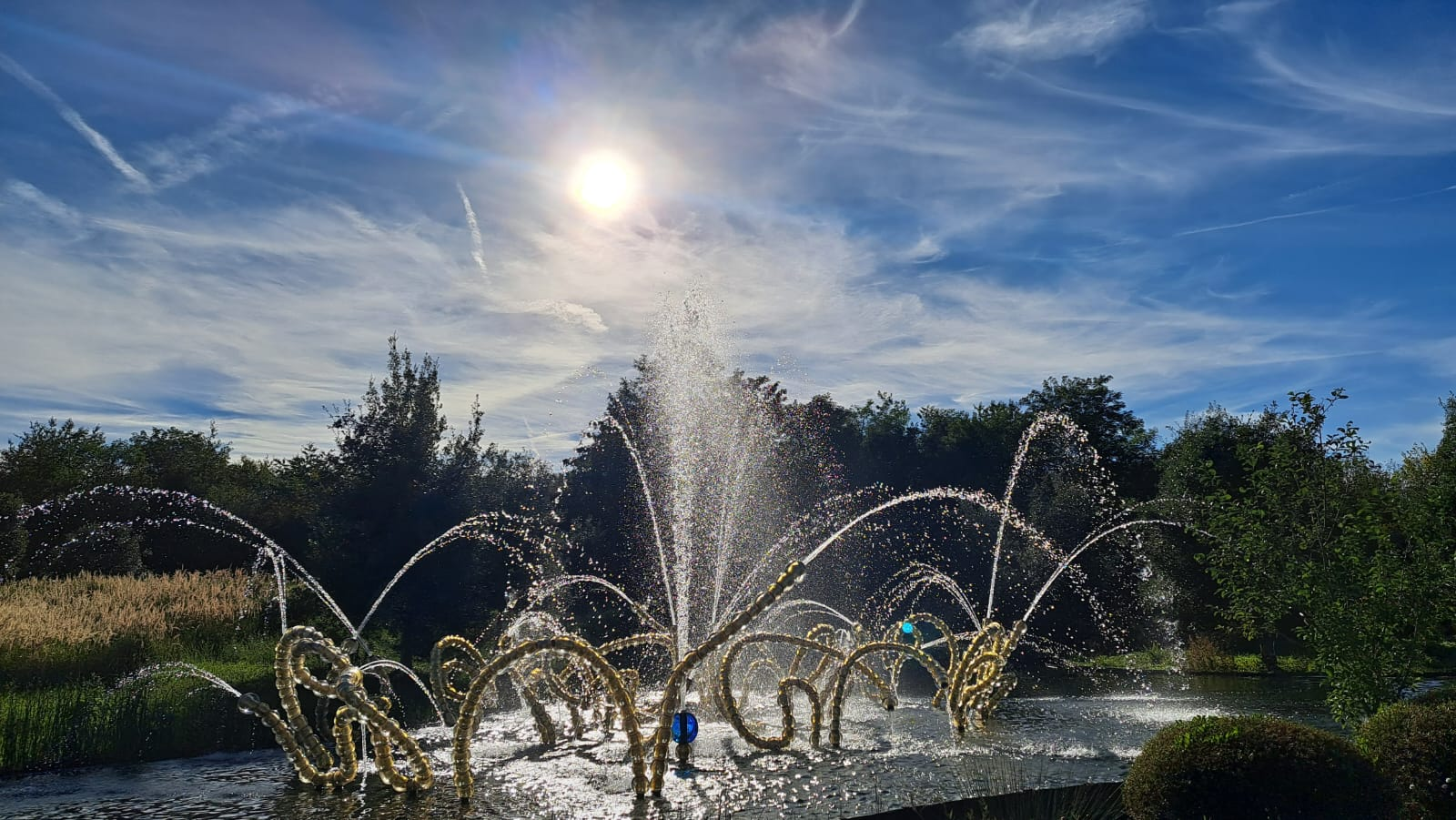
Les Belles Danses, par Jean-Michel Othoniel.

L'aménagement de la végétation est l'œuvre du paysagiste Louis Benech. Les arbres qui ont été plantés seront principalement des chênes verts, des hêtres et des filaires à large feuille qui ne pourront pas dépasser les dix-sept mètres afin de conserver la hauteur souhaitée par Le Nôtre, de conserver l'harmonie avec les autres bosquets et de maintenir le futur bosquet invisible depuis le château.
Une promenade mène à une clairière où se trouve l'oeuvre Les Belles Danses, trois « sculptures-fontaines » réalisées par Jean-Michel Othoniel, composées d'arabesques et d'entrelacs dorés en perles de Murano, marque de cet artiste. Le plasticien indique s'être inspiré pour leur conception des ballets donnés par Louis XIV et de l'Art de décrire la danse du chorégraphe Raoul Feuillet (c. 1660 -1710). Des calligraphies dynamiques rappellent les dessins des parterres du parc de Versailles.